# 多脉茵芋
多脉茵芋（学名：Skimmia multinervia），为芸香科茵芋属下的一个植物种。